# チャカリータ (ブエノスアイレス)
チャカリータ (Chacarita) は、アルゼンチンの首都ブエノスアイレス特別区の北中部にある地区（バリオ）である。コムーナ15に属しており、人口は27,440人である。
コレヒアレス地区、パレルモ地区、ビジャ・クレスポ地区、ラ・パテルナル地区、ビジャ・オルトゥサル地区と接している。年代を重ねた集合住宅・アパート・ビルディングや、通りに植えられた並木などが特徴の物静かな地区である。地元では95ヘクタール（234.75エーカー）の広さを持つチャカリータ墓地があることで知られている。
サッカークラブのCAチャカリタ・ジュニアーズは、チャカリータ地区とビジャ・クレスポ地区の境界にある図書館で発足したが、1940年にブエノスアイレス州のビジャ・マイプに本拠地を移転した。

## 歴史
チャカリータ地区がある一帯には、かつてイエズス会が小さな農場を所有していた。チャカリータ (Chacarita) という名称は、「小さな農場」を意味する古スペイン語のチャカラ (Chácara) に由来している。1767年、イエズス会の鎮圧されて追放されると、彼らの所有物は王の財産であると宣言された。かつて国立教育技術学校として使用されていたコマストリ家も、現存する重要な建物のひとつである。主要な公園には1941年に開かれたロス・アンデス公園があり、地区の集会場としてクラブ・チャカリータ・ジュニアーズがある。

## 交通
数多くの主要な通りと鉄道路線がチャカリータ地区を走っている。鉄道路線はウルキサ線とサン・マルティン線であり、通りはエルカーノ通り、デル・カンポ通り、ガルメンディア通り、ワルネス通り、ドレーゴ通り、アルバレス・トーマス通り、コルドバ通りなどである。ホルヘ・ニューベリー通りは墓地に向かう葬儀車が走行できる唯一の道という特徴があり、墓地の正門はグスマン通りとなっている。チャカリータ地区内にあるウルキサ線の起点であるフェデリコ・ラクロセ鉄道駅には通勤列車と地下鉄B線が発着する。

## ギャラリー

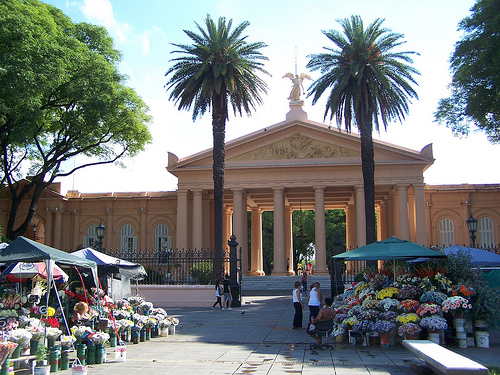
チャカリータ墓地
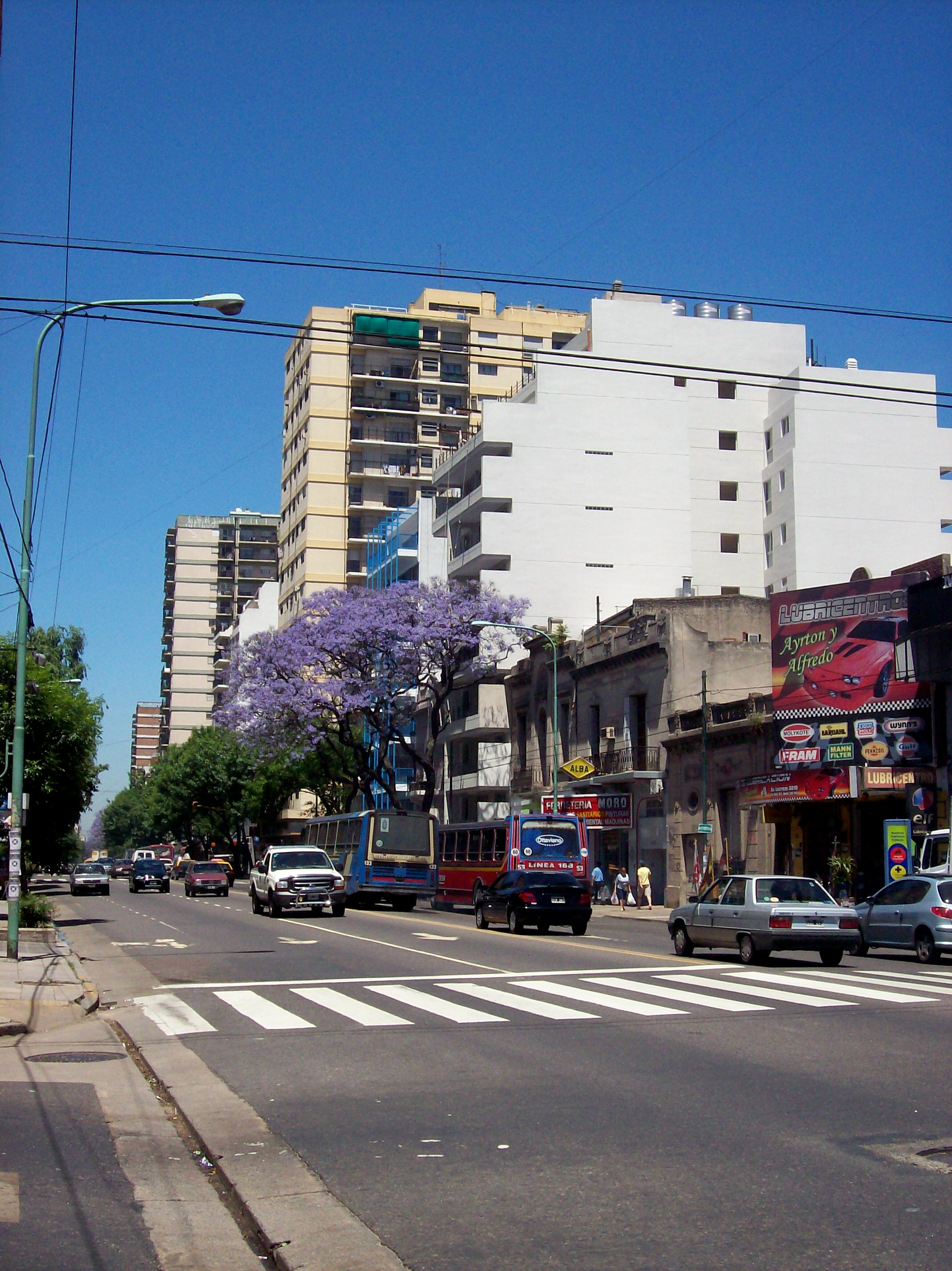
フェデリコ・ラクローセ通り
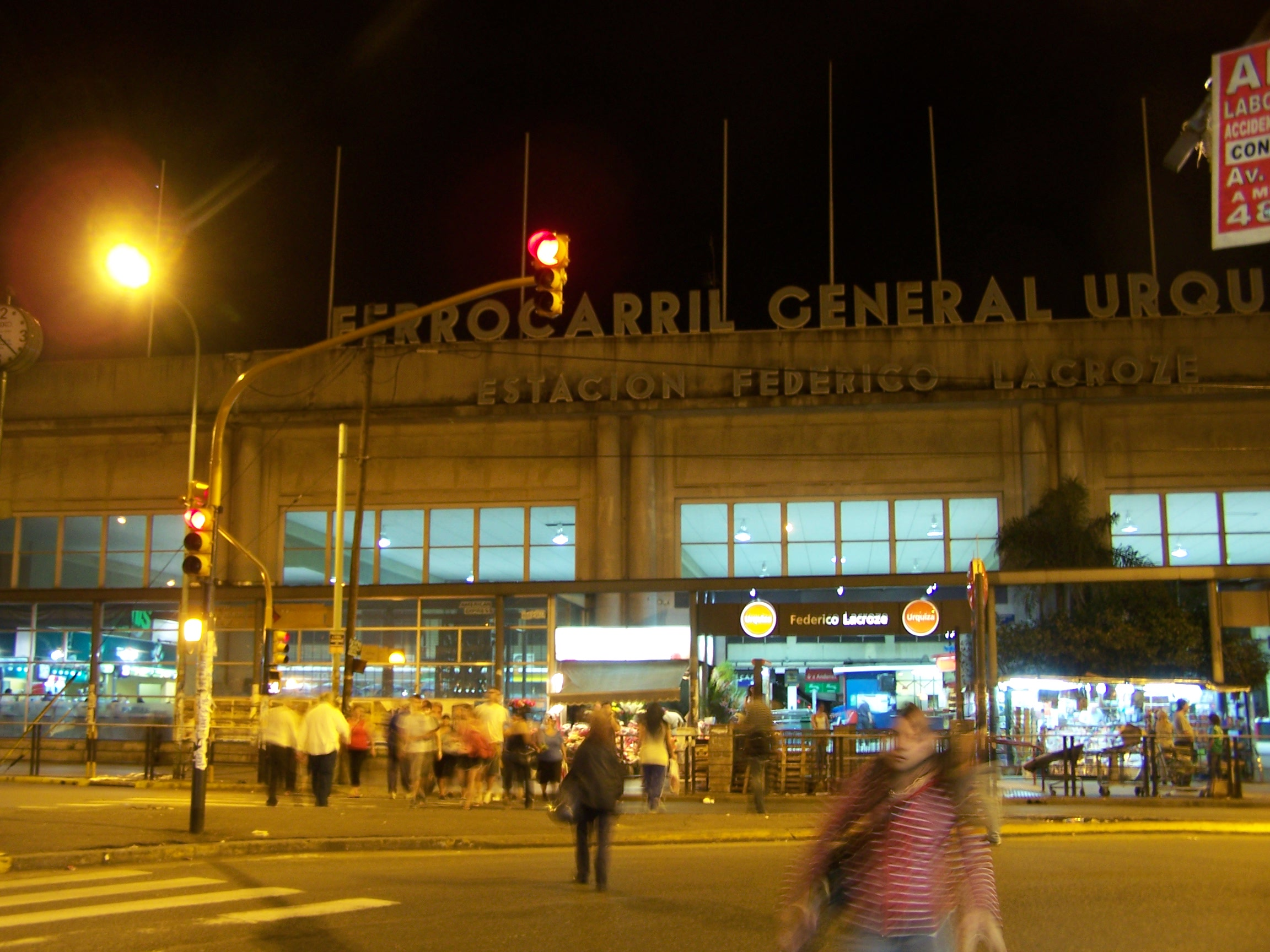
フェデリコ・ラクローセ駅